# Мак ложновосточный
Мак ло́жновосточный (лат. Papaver pseudo-orientale) — многолетнее травянистое растение, вид травянистых растений из рода Мак (Papaver) семейства Маковые (Papaveraceae).

## Ботаническое описание
Многолетнее травянистое растение.

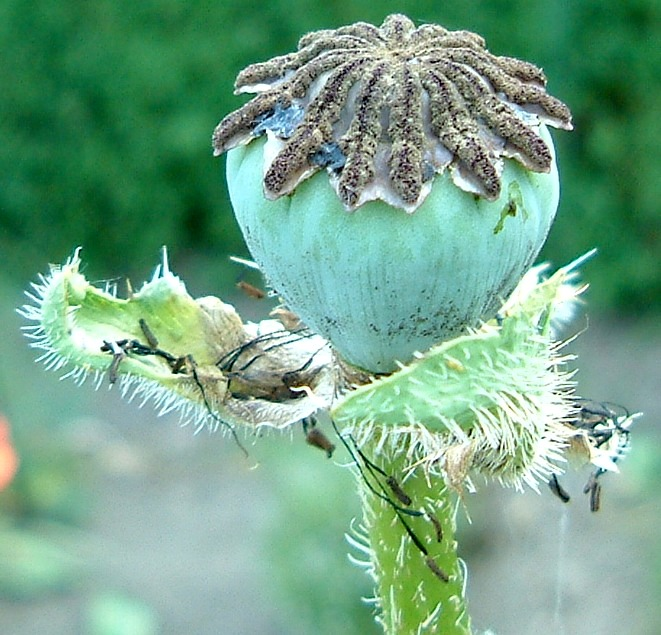
Плод

Стебли прямостоячие, толстые, 70–80 см высотой, вверху оттопырено-, внизу прижато-щетинисто-мохнатые.
Листья до 45 см длиной, перисто-рассечённые, с расставленными, крупными продолговато-ланцетными сегментами, края которых приподняты кверху. Стеблевые листья в большом количестве, они идут почти до самого цветка или оставляют короткую цветоножку.
Бутоны 2–3 см длиной, мохнатые. Чашелистиковидные прицветники в малом числе, 1–3, они узкие, ланцетные, небольшие, около 1,5 см длиной, часто несколько отстоят от цветков, по краю реснитчато-щетинистые, очень редко с плохо выраженным пластинчато-гребневидным окаймлением. Лепестки до 8 см длиной, кирпично-красные, с чёрным квадратным пятном над основанием (не у самого основания) лепестка.

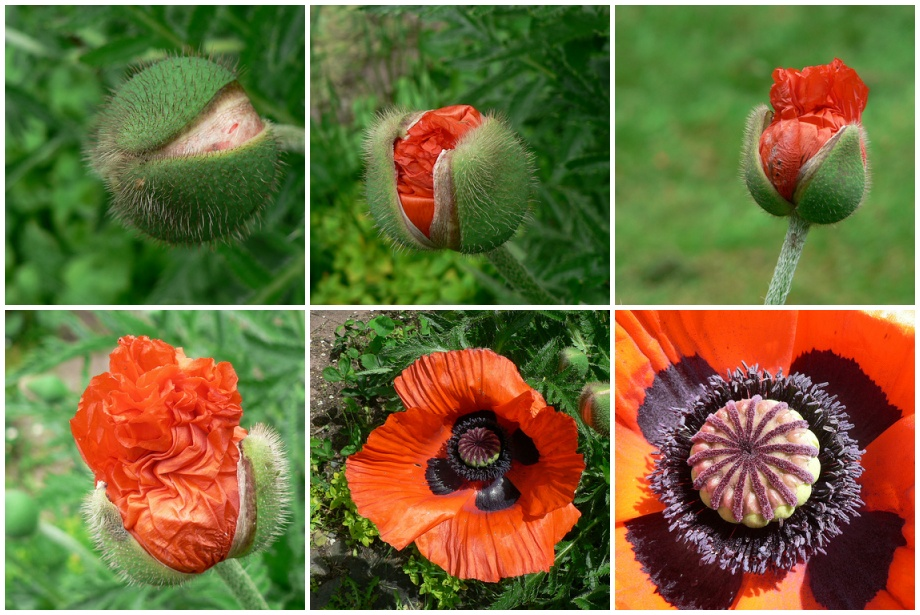
Фазы раскрытия цветка

Описан по экземплярам из Женевы.

## Распространение
Кавказ: Армения, Грузия; Западная Азия: Иран (северо-запад), Турция (центр и восток).